# Цветков, Сергей Эдуардович
Сергей Эдуардович Цветков (род. 9 март 1964, Москва) — российский писатель.

## Творчество
Автор большого числа книг и статей; печатался в различных периодических изданиях. Разрабатывает жанр беллетризованной биографии. Среди биографический книг выделяются «Александр Первый», «Александр Суворов», «Дмитрий I, царь Московский», «Иван Грозный», «Карл XII», «Марина Мнишек», «Петр Первый». Несколько книг Цветкова представляют сборники «исторических миниатюр» — небольших рассказов, по какому-либо принципу объединённых под одной обложкой («Великое неизвестное. Magnum Ignotum: Исторические миниатюры», «Эпизоды истории», «Узники Бастилии», «Узники Тауэра»).
Номинант литературной премии «Александр Невский» за 2006 год.
В 2010 году награждён дипломом журнала «Москва» за цикл стихов «На чётках времени».
С 2006 по 2010 год создал ряд передач для «Нашего радио»: «Исторический момент», «Русский Пантеон», «Штрихи к портрету», «Слова», «Русские города» и др.
Выступал в качестве исторического консультанта в телецикле «Победные дни России» (телеканал «Звезда): фильмы «Минин и Пожарский», «Полтавская битва», «Бородинское сражение».
В 2013 году читал курс лекций в лектории «Прямая речь».
С 2016 года — выступает на дискуссионной площадке «Культбригады».
Наиболее обширный труд Цветкова — многотомная «Русская история». Вышли четыре тома (2003, 2004, 2006, 2009), охватывающие исторические периоды с древнейших времён до начала XIII века. В книгах выступил противником норманизма и создателем оригинальной теории происхождения имени «Русь» и этнических корней русского народа.
В 2016 году издал труд по истории Первой мировой войны «Последняя война Российской империи».
В конце 2016 году был привлечен продюсерским центром «Дирекция кино» к созданию развёрнутого комментария к фильму «Викинг» (см. «Викинг. Исторический путеводитель по эпохе князя Владимира» в списке литературы). Цветков признаёт существование Олега II.
Научный редактор журнала «Проблемы национальной стратегии» (2016‒2017).

## Публикации
Серия «Русская история»
Вышло 4 тома, хотя планировался многотомный проект, охватывающий всю русскую историю, (как написано в предисловии «От издательства» в 1-м томе)
- Русская история: книга первая. — М.: Центрполиграф, 2003.
- Русская история: книга вторая. — М.: Центрполиграф, 2004.
- Русская история: книга третья. — М.: Центрполиграф, 2006.
- Древняя Русь. Эпоха междоусобиц. 1054—1212. — М.: Центрполиграф, 2009.

Переиздания (исправленные и дополненные):
- Начало русской истории. С древнейших времен до княжения Олега. М.: Центрполиграф, 2012.
- Русская земля. Между язычеством и христианством. От князя Игоря до сына его Святослава. М.: Центрполиграф, 2012.
- Эпоха единства Древней Руси. От Владимира Святого до Ярослава Мудрого. М.: Центрполиграф, 2012.
- Древняя Русь: Эпоха междоусобиц. От Ярославичей до Всеволода Большое Гнездо. М.: Центрполиграф, 2013.

Другие книги
- Александр Первый, 1777—1825. — М.: Центрполиграф, 2005. — 589 с.
- Александр Суворов, 1730—1800: Беллетриз. биогр. — М.: Центрполиграф, 1999. — 503 с.
- Иван Грозный, 1530—1584: Беллетриз. биогр. — М.: Центрполиграф, 2000. — 586 c.
- Петр I, 1672—1725: Беллетриз. биогр. — М.: Центрполиграф, 2000. — 583 с.
- Царевич Дмитрий. Сын Грозного, 1582—1606. Марина Мнишек. — М.: Центрполиграф, 2005. — 444 c.
- Карл XII. Последний викинг. 1682—1718. — М.: Центрполиграф, 2005. — 476 с.
- Великое неизвестное. Magnum ignotum: Книги и судьбы. Забытые истории: Ист. миниатюры. — М.: Центрполиграф, 2002. — 508 c.
- Дороги, объединяющие столицы: [альбом]. — М.: А2—А4, 2008. В соавторстве с С. Г. Антоненко (предисловие и вводные тексты к главам).
- Эпизоды истории в привычках, слабостях и пороках великих и знаменитых. — Аст, Астрель, ВКТ, 2011. — 448 с.
- Последняя война Российской империи. — М.: Редакционно-издательский центр «Классика», 2016. — 496 с., ил.
- Карлик Петра Великого: сб. исторических очерков и рассказов. — М.: Политкнига, 2016.
- Викинг. Исторический путеводитель по эпохе князя Владимира. — М.: Эксмо, 2016.
- Князь Владимир — создатель единой Руси. — М.: Эксмо, 2017.
- Сотворение мифа. Книга о том, кто и зачем писал русскую историю и как всё было на самом деле. — М.: Акведук, 2020.
- Европейская мозаика. — М.: Акведук, 2021.
- Русское тысячелетие. — М.: Акведук, 2021.

Статьи
- Петр Аркадиевич Столыпин // Журнал Московской Патриархии. М., 1992. № 2, № 3.
- Джентльмен в голубом фраке // Ъ-Деньги. — № 018 (20. 05. 1998).
- Аполлон разоблаченный // Новый мир. — 1998, № 11.
- Железная маска // Наука и жизнь. — 2007.
- Кому мешала Бастилия // Наука и жизнь. — 2007.
- Подьячий Василий Курбатов: Маленькая повесть (О посольстве князя П. И. Потемкина в Испанию и Францию в 1680 г.) // Новый мир. — 2000.
- Подьячий Василий Курбатов. — Знак. — Выстрелы на Голгофе. — Аполлон разоблачённый // Москва. — 2007. № 3.
- Единожды предав (Князь Курбский. — Битва у Молодей. — Генрих Штаден, или Мемуары опричника) // Москва. — 2011. № 9.
- Князь Ярослав Мудрый: созидание будущего // Наука и жизнь. — 2011. № 10.
- Вендский сокол (проблема Рюрика) // Наука и жизнь. — 2011. № 12.
- Убитый и оболганный // Москва. — 2012. № 5.
- Валенки. Военная быль. Дом месье Кайе. Рассказ // Литературная учёба. — 2012. № 3.
- Названный Димитрий. Идентификация // Дилетант. — № 10, 2012.
- Названый Дмитрий… Идентификация: Pro et contra. // Наука и жизнь. — №2, 2013
- Патриарх Филарет, родитель государя. // Дилетант. — №4 (16) 2013.
- Великий печальник за Отечество. Патриарх Гермоген. // Гуманитарные науки. —  №3 (11) и №4 (12) 2013.
- Рождение русской идеи // "Российская государственность и современность: проблемы идентичности и исторической преемственности". — М., РИСИ, 2012. С. 75-80.
- Рождение русской идеи (князь Ярослав Мудрый и митрополит Иларион) // Русское поле. — №2. 2012.
- Рождение русской идеи (князь Ярослав Мудрый и митрополит Иларион) // Журнал «Золотой Лев» № 271-272 — издание русской консервативной мысли (www.zlev.ru)
- Как начался «настоящий» XX век (к 100-летию начала  Первой мировой войны) //  Гуманитарные науки. —  №2-4 (14-16), 2014.
- Идейные аспекты храмоздательства князя Ярослава Мудрого // Актуальные вопросы православного храмового зодчества: история и современность: Материалы I Международной научно-практической конференции (Йошкар-Ола, 25—28 августа 2014 года) / науч. ред. С.В. Борисов, Н.И. Сушенцов. — Йошкар-Ола: Поволжский государственный технологический университет, 2014.
- Лестница власти // Дилетант. — № 11 (35), 2014.
- Сергей Цветков. Русь Владимирская Как князь Владимир из ревностного язычника превратился в ревностного христианина // Дилетант. — №2 (38) февраль 2015.
- Сергей Цветков. Княгиня Ольга: Мстить по-русски // Дилетант. — №5, май 2015.
- Сергей Цветков. Надежда Ламанова (1861-1941 гг.): история жизни модельера // Ежегодный доклад франко-российского аналитического центра Обсерво «Россия-2015»[4]
- Екатерина II и Дидро: История одного философско-политического романа // Ежегодный доклад франко-российского аналитического центра Обсерво «Россия-2016»[5]
- Николай Васенин — русский герой французского Сопротивления // Ежегодный доклад франко-российского аналитического центра Обсерво «Россия-2017»[6].
- Le voyage en Russie d’Alexandre Dumas. 15 juin 1858 – 2 mars 1859 // Ежегодный доклад франко-российского аналитического центра Обсерво «Россия-2019».
- Жак де Кампредон — первый полномочный представитель Франции в России // Ежегодный доклад франко-российского аналитического центра Обсерво «Россия-2021».

Стихи
- На чётках времени // Москва. — 2009. — № 2.
- На балу сновидений // Москва. — 2010. — № 7.
- Да пребудем в этом мире // Москва. — 2011. — № 11.